# NGC 6068A
NGC 6068A је лентикуларна галаксија у сазвежђу Мали медвед која се налази на NGC листи објеката дубоког неба.
Деклинација објекта је + 78° 59' 8" а ректасцензија 15h 54m 47,4s. Привидна величина (магнитуда) објекта NGC 6068 износи 14,0 а фотографска магнитуда 15,0. NGC 6068A је још познат и под ознакама MCG 13-11-17, CGCG 354-30, CGCG 355-4, KCPG 476A, KAZ 52, NPM1G +79.0130, PGC 56363.